# Onda sísmica
Las ondas sísmicas son un tipo de onda elástica, fuerte en la propagación de perturbaciones temporales del campo de tensiones, cuál, se generan pequeños movimientos en las placas tectónicas.

## Tipos de ondas sísmicas

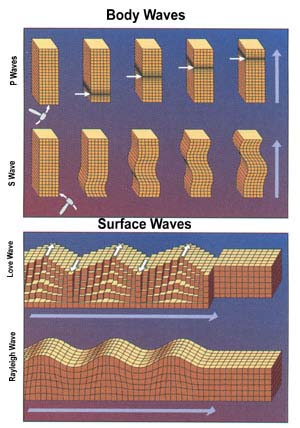
Ondas internas y de superficie.

Hay dos tipos de ondas sísmicas: las ondas internas (u ondas de cuerpo) y las ondas superficiales. Existen otros modos de propagación de ondas, pero son de importancia relativamente menor para las ondas producidas en la Tierra, a pesar de que son importantes en el campo de la astrosismología, especialmente en la heliosismología.

### Ondas internas
Las ondas internas u ondas de cuerpo viajan a través del interior. Siguen caminos curvos debido a la variada densidad y composición del interior de la Tierra. Este efecto es similar al de refracción de ondas de luz. Las ondas internas transmiten los temblores preliminares de un terremoto pero poseen poco poder destructivo. Las ondas internas son divididas en dos grupos: ondas primarias (P) y secundarias (S).

#### Ondas P

Onda P plana longitudinal.

Las ondas P (primarias o primae del verbo griego) son ondas longitudinales o compresionales, lo cual significa que el suelo es alternadamente comprimido y dilatado en la dirección de la propagación. Estas ondas generalmente viajan a una velocidad de 1.73 veces más que la de las ondas S y pueden viajar a través de cualquier tipo de material líquido o sólido. Sus velocidades típicas son 1450 m/s en el agua y cerca de 5000 m/s en la tierra.
En un medio isótropo y homogéneo la velocidad de propagación de las ondas P es:

{\displaystyle v_{p}={\sqrt {\frac {K+{\frac {4}{3}}\mu }{\rho }}}}

donde K es el módulo de compresibilidad, {\displaystyle \mu } es el módulo de corte o rigidez y {\displaystyle \rho } la densidad del material a través del cual se propaga la onda mecánica.
De estos tres parámetros, la densidad es la que presenta menor variación por lo que la velocidad está principalmente determinada por K y μ.

##### Ondas P de segunda especie
De acuerdo a la teoría de Biot, en el caso de medios porosos saturados por un fluido, las perturbaciones sísmicas se propagarán en forma de una onda rotacional (Onda S) y dos compresionales. Las dos ondas compresionales se suelen denominar como ondas P de primera y segunda especie. Las ondas de presión de primera especie corresponden a un movimiento del fluido y del sólido en fase, mientras que para las ondas de segunda especie el movimiento del sólido y del fluido se produce fuera de fase. Biot demuestra que las ondas de segunda especie se propagan a velocidades menores que las de primera especie, por lo que se las suele denominar ondas lenta y rápida de Biot, respectivamente. Las ondas lentas son de naturaleza disipativa y su amplitud decae rápidamente con la distancia desde la fuente.

#### Ondas S

Onda de corte Plana.

Las ondas S (secundarias o secundae) son ondas en las cuales el desplazamiento es transversal a la dirección de propagación. Su velocidad es menor que la de las ondas primarias. Debido a ello, estas aparecen en el terreno algo después que las primeras. Estas ondas son las que generan las oscilaciones durante el movimiento sísmico y las que producen la mayor parte de los daños. No se trasladan a través de elementos líquidos. Tiene una velocidad aproximada de 3,5 kilómetros por segundo.
La velocidad de propagación de las ondas S en medios isótropos y homogéneos depende del módulo de corte {\displaystyle \mu } y de la densidad {\displaystyle \rho } del material.
{\displaystyle v_{s}={\sqrt {\frac {\mu }{\rho }}}}

### Ondas superficiales (L)
Cuando las ondas internas llegan a la superficie, se generan las ondas L, que se propagan por la superficie de discontinuidad de la interfase de la superficie terrestre (tierra-aire y tierra-agua). Son las causantes de los daños producidos por los sismos en las construcciones. Estas ondas son las que poseen menor velocidad de propagación a comparación de las otras dos.

#### Oscilaciones libres
Se producen únicamente mediante terremotos muy fuertes o de gran intensidad y pueden definirse como vibraciones de la Tierra en su totalidad.

#### Ondas de Love
Las ondas de Love son ondas superficiales que producen un movimiento horizontal de corte en superficie. Se denominan así en honor al matemático Augustus Edward Hough Love del Reino Unido, quien desarrolló un modelo matemático de estas ondas en 1911. La velocidad de las ondas Love es un 90 % de la velocidad de las ondas S y es ligeramente superior a la velocidad de las ondas Rayleigh. Estas ondas solo se propagan por las superficies, es decir, por el límite entre zonas o niveles, por ejemplo la superficie del terreno o la discontinuidad de Mohorovičić.

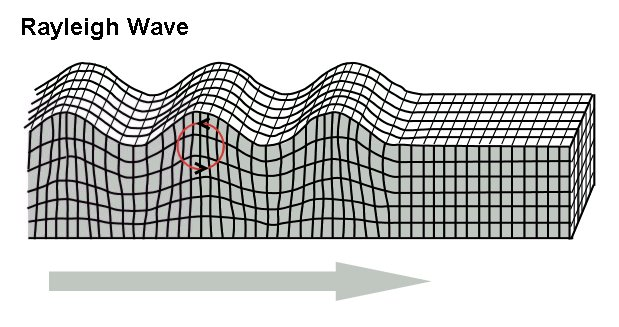
Imagen de ondas Rayleigh.

#### Ondas de Rayleigh
Las ondas Rayleigh (erróneamente llamadas Raleigh), también denominadas ground roll, son ondas superficiales que producen un movimiento elíptico retrógrado del suelo. La existencia de estas ondas fue predicha por John William Strutt, Lord Rayleigh, en 1885. Son ondas más lentas que las ondas internas y su velocidad de propagación es casi un 90 % de la velocidad de las ondas S.

## Utilidad de las ondas sísmicas
Las ondas sísmicas se utilizan en la exploración petrolífera y son generadas de diferentes formas: 
1. Minisismos generados por dinamita colocada en un pozo creado que pueden variar solo unas decenas de metros de profundidad.
2. Minisismos generados con un cable explosivo llamado geoflex.
3. Minisismos generados por vehículos llamados vibradores, estos son vehículos de varias toneladas de peso que tienen una plataforma de unos 3 por 4 metros de área, y con un sistema electrónico, eléctrico y mecánico-hidráulico.

También pueden usarse para estudiar los diferentes materiales del interior de la tierra, (sean líquidos, o sólidos, incluso el soso de las capas) gracias a las variaciones de velocidad de las P en función de la rigidez o al atravesar medios líquidos, y de la pérdida de las S al entrar en contacto con medios líquidos (piedras fruncidas, etc.).